# Ina Boudier-Bakker
Klaziena « Ina » Boudier-Bakker (née le 15 avril 1875 à Amsterdam et décédée le 26 décembre 1966 à Utrecht) est une romancière néerlandaise. Son œuvre la plus connue est De klop op de deur, qui elle écrite en 1930.

## Biographie
Après la mort de son père, elle se consacre à l'écriture à partir de 1897. À l'âge de 27 ans, Ina Bakker épouse Henry Boudier, directeur du PTT. À cause de son travail, ils devaient déménager régulièrement - ils ont vécu par exemple à Utrecht, Vianen (province d'Utrecht), Aerdenhout et Groningue. En 1929, ils retournent à Utrecht.
En 1902, elle écrit son premier roman, la nouvelle Machten, mais elle s'impose vraiment parmi les grands auteurs néerlandais avec son roman Armoede, qu'elle écrit à Utrecht entre 1907 et 1909. Toujours à Utrecht, elle écrit sa livre le plus connu, De klop op de deur, en 1930, qui était adapté pour la télévision en 1970. Pendant la Seconde Guerre mondiale, elle a fait un poème sur chaque acte de terrorisme. Peu de temps après la guerre, elle a récité ces poèmes. Après la guerre, sa vie a été marquée par la maladie de son mari et d'elle-même et finalement par la mort de son mari en 1952. Sans broncher elle écrivit plusieurs autres livres, dont Finale (1957) qui est devenu un grand succès. En 1963, Boudier-Bakker reçoit le prix Tollens pour l'ensemble de son œuvre.

## Œuvres
Son œuvre est souvent qualifiée de « réalisme de salon » ou de « roman féminin ». Ce dernier type a été introduit par le critique Menno ter Braak pour les livres publiés pendant les derniers jours du naturalisme - qui étaient généralement écrits par des auteurs féminins. Dans ces livres les traits naturalistes les plus prononcés étaient tellement affaiblis qu'il ne restait qu'une histoire simple mais réaliste, concernant par exemple la fortune d'une famille. Dans ceux-ci, une grande attention a été accordée aux descriptions détaillées et à l'observation psychologique. Ina Boudier-Bakker était considérée comme un maître dans ce genre, ce qui lui a valu son surnom de « reine du roman féminin néerlandais. »
Bien qu'elle ait été très lue, l'appréciation du public n'a pas été partagée par la critique. Concernant De Klop op de Deur, De Gids, un magazine culturel et littéraire néerlandais, a publié, en plaisantant, la critique la plus courte : « N'ouvrez pas ! »,. Menno ter Braak s'est vivement opposé au « salon cosy du roman psychologique ». En 1935, il porte encore atteinte à la réputation d'Ina Boudier-Bakker en l'accusant de plagiat dans son roman Vrouw Jacob. Un historien littéraire contemporain l'a qualifié de « tout aussi abondant qu'uniforme. »
En 2013, on apprend qu'il y avait des faux dans le journal de guerre d'Ina Boudier-Bakker, qui a été publié en 1975 sous le titre Met de tanden op elkaar. La personne qui a fait publier le journal, Hans Edinga (pseudonyme de Hans Heidstra), a ajouté ou supprimé des phrases à sa guise. Celui qui a mis en évidence ces faux est l'historien Rémon van Gemeren. Il a écrit l'introduction de la nouvelle édition du journal de guerre, intitulée Zo doods en stil en donker.

## Publications
- Najaar, Nederland (1899) Juin (début)
- Avond, Van eigen bodem (feuillet joint du Geïllustreerd Maandschrift d'Elsevier (Elsevier's Illustrated Monthly) (1899) août
- Oom Sam's misrekening (sous le pseudonyme IB) (série Voor den coupé) (Bruna, 1899)
- Van Amsterdam naar Londen (sous le pseudonyme IB) (série Voor den coupé) (Bruna, 1900)
- Machten (romans) (1902)
- Het beloofde land (roman) (1903)
- Verleden . Drame en trois actes (1903)[7]
- Wat komen zal (roman) (1904)
- Kinderen (romans, entre autres Inkt et Pa's kinderen) (1905)
- Grenzen (roman) (1907)
- Zorgen (romans) (1907)
- Het hoogste recht. Pièce en quatre actes (1907)
- Armœde (roman) (1909)
- Usine d'Een Dorre (1909)
- Bloesem (romans) (1912)
- Roman pour le jeu (1913)
- De ongeweten dingen (romans) (1915)
- Het spiegeltje (roman) (1917)
- Aan den overkant (roman) (1920)
- De moderne vrouw en haar tekort (brochure) (1921)
- In de enge (romans) (1922)
- Blijde geboorte. Un paquet d'histoires de Noël (1923)
- De straat (roman) (1924)[8]
- De moeders (roman) (1925)
- Dans (roman) (1926)
- Springvloed . Pièce en trois actes avec un prologue (1926)
- Twee voeten (roman) (1928)
- Tooverlantaarn (romans) (1928/29)
- De klop op de deur. Roman familial d'Amsterdam (1930)[9]
- De verschijningen der menschenziel in het sprookje (1932)
- Het kind in den strijd met leugen en vrees (1932)
- Saraï (1933)
- Vrouw Jacob (roman) (1935)
- Paul (1936)
- Ester (1938)
- Aan den grooten weg (1939)
- Uren rencontre Andersen (1940)
- Dierentuin (1941)
- Geeft Acht ! (versets des années de guerre 1940–1945) (1945)
- Goud uit stro. (roman familial d'Amsterdam des années 1830-1831) (1950)
- Heiligdom van 't hart (1951)
- De Wekker (1952)
- Vier grote Oranjes (esquisse de personnage) (1954)
- Kleine Kruisvaart (1955)
- Anciens Altijd (1956)
- Finale (1957)
- De euwige andere (1959)
- Moments (1961)
- Hongre (1962)
- Boeket uit het werk van Ina Boudier-Bakker (anthologie) (1965)
- Uit de kartonnen doos (1967)
- Met de tanden op elkaar. Dagboeknotités '40–'45 , éd. Hans Edinga (1975); nouvelle édition : Zo doods en stil en donker. Oorlogsdagboek 1940-1945, éd. Rémon van Gemeren (2013)